# Đình Đông
Đình Đông thuộc thôn Đông, thị trấn Bích Động, huyện Việt Yên, tỉnh Bắc Giang. Đình là một ngôi đình cổ được xây dựng từ thời Lê Trung Hưng (thế kỷ XVIII) thờ Đức Thánh Trương Hống, Trương Hát, Hoàng Hoa Thám. Đình Đông là một trong 23 điểm nằm trong hệ thống Di tích lịch sử những địa điểm Khởi nghĩa Yên Thế được xếp hạng là Di tích quốc gia đặc biệt năm 2012.